# Chiesa di Santa Croce (Messina)
La chiesa di Santa Croce è stata una chiesa di Messina. Assieme all'adiacente monastero di Santa Croce costituiva il primitivo Priorato di Santa Croce. L'insieme delle costruzioni erano ubicate lungo il progetto di cinta della futura città fortificata tra le erigende Porta Imperiale e Porta Sant'Antonio nella piana denominata proprio di Santa Croce.

## Storia
Questa antichissima chiesa, costruita fuori le mura della città, tra il XII ed il XIII secolo, ospitò prima i canonici regolari di Sant'Agostino e in seguito unita al monastero del Santo Sepolcro in Gerusalemme. 
Dal Sunto estratto dalla "Relazione circa la sacra regia visita di monsignor Giovanni Angelo de Ciocchis" a Messina, risulta che, tra il 1741 e il 1743, l'incaricato regio compie per conto del Sovrano di Sicilia Carlo III una ricognizione generale di benefici e beni religiosi soggetti a patronato regio, all'interno dell'intero Regno di Sicilia e contemplati nella raccolta di atti e documenti denominati "Acta e Monumenta".
«Il Priorato ebbe l'origine nella città di Messina fuori di Porta Imperiale ove vi era un sontuoso monastero e la ricca chiesa di Santa Croce fuori della Porta di Sant'Antonio in una grande pianura chiamata appunto di Santa Croce. I monaci erano costituiti sotto la regola di Sant'Agostino, avevano titolo di Canonici regolari dell'Ordine equestre del Santo Sepolcro di Gerusalemme. L'ordine cavalleresco dei gerosolimitani comprendeva i cristiani cavalieri (monaci benedettini che avevano impugnato le armi) e i cavalieri cristiani (soldati che diventavano religiosi: cavalieri San Giovanni di Gerusalemme, templari, teutonici, cavalieri del Santo Sepolcro).
1. La primitiva chiesa molto antica, esistente già prima delle crociate,[3]     possedeva un ricco pavimento di marmi e pietre mischie, la quale, per ordine di don Ferrante Gonzaga, viceré di Sicilia, nel mese di giugno dell'anno 1537, fu demolita per la costruzione delle nuove mura della Real Cittadella.[3]
2. Lo "Ius presentandi" riconosciuto a questo Priorato da sua maestà il re cattolico Carlo V d'Asburgo con la coreggenza nominale della madre regina Giovanna di Castiglia, detta la Pazza, riconosceva un danno al Priore e ai religiosi privi di sede, pari a mille scudi. Risarcimento che consentì loro di trasferire in un altro luogo il Priorato, come si fece presso la chiesa di Santa Pelagia, luogo di culto vicino al reale monastero moniale di Santa Maria di Basicò.

La chiesa della nuova sede del Priorato, amministrata dal procuratore delle «male maritate» sotto la guida e la protezione dell'Arcivescovo di Messina, è rivolta verso il mezzogiorno e con ingresso secondario a levante. Adiacenti ad essa sono presenti delle costruzioni ad uso abitativo, un baglio, un campanile. Le due campane, una della chiesa antica reca inciso l'anno MCCCCCXXXXX, l'altra campana più piccola reca impresso l'anno 1690 e come asserito dal Procuratore, risulta appartenere all'opera benefica destinata alle «male maritate».
Nella chiesa sono presenti tre altari: 
- "Abside": altare maggiore dedicato alla Santa Croce ove è collocata l'immagine antica di Santa Croce, ai lati sono presenti i dipinti di Sant'Elena Imperatrice, del figlio l'Imperatore Costantino il Grande ed altre figure di pittura;
- "Absidiola sinistra": altare dedicato al Santissimo Crocifisso rivelato, ai lati sono presenti due immagini in pittura raffiguranti rispettivamente Santa Pelagia e Santa Maria Maddalena;
- "Absidiola destra": altare dedicato alla Beatissima Vergine della Grazia.

Dal Priorato dipendeva anticamente la chiesa di San Pietro sotto il titolo della «Madonna dell'Accomandata», concessa dall'Arcivescovo di Messina a quei antichi Religiosi che se ne servivano per Ospedale ove ricevevano i pellegrini che andavano e venivano dai luoghi Santi.»

## Implicazioni
Il Priorato di Santa Croce accomunato al Gran Priorato di Sant'Andrea di Piazza Armerina è sede dei canonici regolari di Sant'Agostino, entrambi legati al monastero del Santo Sepolcro in Gerusalemme. A Messina è sede dei Cavalieri del Santo Sepolcro e dell'omonima confraternita, aggregata alla chiesa di Santa Croce della città di Mineo e alla chiesa di San Pietro sotto il titolo della «Beata Vergine dell'Accomandata», componenti del Priorato peloritano.
I monaci, costituiti sotto la regola di Sant'Agostino, avevano titolo di Canonici regolari del Ordine equestre del Santo Sepolcro di Gerusalemme come per il Gran Priorato di Sant'Andrea di Piazza Armerina dove chiesa e cenobio costituivano il primitivo e antico Priorato dell'Ordine Equestre del Santo Sepolcro di Gerusalemme in Sicilia. Sede dei Cavalieri del Santo Sepolcro dal 1096, quale donazione del conte Simone del Vasto, signore di Butera e di Policastro, nipote del gran conte Ruggero, sette anni dopo la presa di Gerusalemme.
In Sicilia l'attività dei Priorati e la successiva presenza dell'Ordine Francescano custode dei luoghi santi, favorisce lo sviluppo e la diffusione sull'impronta della vera Via Crucis, delle primitive manifestazioni cittadine delle Barette, in essa trovano fondamento i riti della Settimana Santa della provincia e dell'intera regione.

## Monastero di Santa Croce
Fondato nel 1552 da Paolo Santa Croce e aggregato al monastero di Santa Caterina Valverde il 22 settembre 1573 con breve apostolico di Papa Gregorio XIII. Ubicato adiacente al convento di San Girolamo in contrada «dei Carrari».

## Priorato di Santa Croce
Primo priorato eretto in Sicilia dal gran Conte Ruggero.. Il Priore di Santa Croce aveva dignità ecclesiastica pari o superiore a quelle dell'abate. Indossava la mitra nelle messe pontificali ed aveva la funzione di assistente dell'arcivescovo.

## Chiesa di Santa Pelagia
La chiesa di Santa Pelagia fu eretta dai canonici regolari del Santo Sepolcro di Gerusalemme quando l'antico tempio di Santa Croce fu demolito nel 1537 su disposizioni di Carlo V per la costruzione della Real Cittadella con i risarcimenti e le rendite del Priorato di Santa Croce.
In seguito il Priorato fu devoluto al re, il priore abbandonò le strutture che furono destinate a reclusorio delle male maritate ovvero all'accoglienza di donne di bassa condizione, volontariamente o legalmente separate.
Nel tempio è documentato il dipinto raffigurante Sant'Elena e Costantino, opera di Deodato Guinaccia, collocato sull'altare maggiore.

## Chiesa di San Pietro
- Chiesa di San Pietro sotto il titolo della «Beata Vergine dell'Accomandata».

## OESSH
Luoghi sacri di Sicilia custoditi dall'Ordine dei Cavalieri del Santo Sepolcro di Gerusalemme:
- Chiesa di Sant'Andrea a Piazza Armerina
- Chiesa capitolare di San Cataldo di Palermo
- Oratorio di Santa Caterina d'Alessandria di Palermo
- Chiesa capitolare di San Giuliano di Catania.
- Chiesa dell'Immacolata Concezione o dell'Immacolatella di Trapani

Chiese a vario titolo correlate all'Ordo Equestris Sancti Sepulcri Hierosolymitani (OESSH):
| - Chiesa di San Nicolò Regale di Mazara del Vallo - Chiesa dei Santi Pietro e Paolo d'Agrò di Casalvecchio Siculo - Cattedrale di Santa Maria Nuova di Monreale | - Chiesa di Santa Maria in Jerusalem di Palermo - Chiesa di Santa Cristina la Vetere di Palermo - Chiesa di San Giovanni dei Lebbrosi di Palermo - Basilica della Santissima Trinità del Cancelliere detta La Magione di Palermo |